# Gaius Helen Mohiam
La Reverenda Madre Gaius Helen Mohiam es un personaje de ficción de la saga de novelas de ciencia ficción Dune escrita por Frank Herbert. Aparece en Dune y El Mesías de Dune. Tiene también un papel importante en la trilogía Preludio a Dune de Brian Herbert y Kevin J. Anderson. Decidora de Verdad del emperador Shaddam IV, es mentora de Jessica Atreides en la Hermandad Bene Gesserit, y forma parte de las conjuras contra Paul Atreides tras su ascenso al trono imperial.
En la novela Dune la describe así:

Una anciana envuelta en un aba negro con la capucha echada sobre la frente se destacó entonces en el cortejo del Emperador y fue a situarse tras el trono, apoyando una descarnada mano en el respaldo de cuarzo. Su rostro, a la sombra de la capucha, era la caricatura del de una bruja: ojos y mejillas hundidos, una protuberante nariz, una piel arrugada y surcada de abultadas venas.

## Dune
En la novela Dune la Reverenda Madre Mohiam acude a Caladan a probar a un joven Paul Atreides, fruto prematuro del programa genético Kwisatz Haderach, en la que percibe el increíble potencial del joven, que ha soportado una agonía mayor en la prueba que ningún otro ser humano.
Posteriormente, aparece como Decidora de Verdad del emperador Shaddam IV en Arrakis. Enfrentada a la joven pre-nacida Alia Atreides, a la que llama Abominación,  su alarma crece al presenciar el combate a muerte entre Paul Atreides y Feyd Rautha, donde ambas líneas de sangre, Atreides y Harkonnen, productos finales del programa genético de la Hermandad, pueden desaparecer, quedando solamente una hija bastarda de Feyd Rautha, aún un bebé, y Alia Atreides, la Abominación.
Finalizado el combate con la victoria de Paul Atreides, la Reverenda Madre Mohiam convence al emperador a que consienta las demandas de Paul, permitiendo de ese modo el ascenso de éste al trono imperial.

## El Mesías de Dune
En El Mesías de Dune, Mohiam forma parte de la conspiración para derrocar a Paul Atreides después de su ascenso al trono imperial y el inicio de su Jihad en el Imperio. Junto al danzarín rostro tleilaxu Scytale, el Navegante de la Cofradía Espacial Edric y la consorte imperial Princesa Irulan Corrino, agente de la Bene Gesserit, complotan para introducir el ghola de Duncan Idaho llamado Hayt y debilitar la confianza de Paul en su presciencia con objeto de conducirlo a la ruina.
Prohibido su retorno a Arrakis, es arrestada por Paul cuando se encuentra en un crucero de la Cofradía en órbita sobre el Planeta. Paul, conociendo el propósito de la Bene Geserit de recuperar su línea genética para su programa reproductivo, intenta negocial con Mohiam, ofreciendo su esperma a cambio de la garantía de seguridad para su concubina Chani, y la aceptación de la Hermandad de su decisión de no concebir herederos con la Princesa Irulan. Es una propuesta complicada para Mohiam, puesto que la necesidad de recuperar la línea de sangre Atreides se enfrenta a los tabús contra la inseminación artificial producto de la Yihad Butleriana.
Al fallar la conjura y muerto Scytale, Edric y la Reverenda Madre Mohian son ejecutados por el Naib fremen Stilgar, siguiendo órdenes de Alia.

## Preludio a Dune
La trilogía Preludio a Dune revela el secreto de que Mohiam es en realidad madre de Jessica y abuela de Paul Atreides. En las novelas originales no se menciona este hecho en ningún momento, aunque siguiendo la lógica de las novelas todos sus descendientes, desde la misma Jessica y su hija Alia, pasando por Paul Atreides y sus hijos Leto II y Ghanima debían conocerlo, al disponer de las Otras Memorias, mientras que sí demuestran sin embargo conocer que el progenitor de Jessica es el Barón Harkonnen. No obstante, de acuerdo a los autores este hecho fue sacado directamente de las notas de trabajo de Frank Herbert para la saga original.
Mohiam recibe instrucciones de la Bene Gesserit de concebir una hija con el joven y apuesto Barón Vladimir Harkonnen para su programa genético (en la serie original se sabía que el Barón era el padre secreto de Jessica). Siendo el Barón homosexual y por tanto descartada la posibilidad de una seducción, Mohiam chantajea al Barón y de ese modo le fuerza a concebir con ella. Cuando se demuestra que la hija nacida no corresponde a los deseos genéticos de la Hermandad, Mohiam la mata y vuelve al Barón para un segundo intento. El Barón, furioso desde el primer chantaje, la droga y la viola despiadadamente. Pero las capacidades fisiológicas de la Reverenda Madre le permiten infectar al Barón mientras la viola con una enfermedad degenerativa que le causará la obesidad que caracteriza al personaje de la saga original. La hija que concibe de este segundo encuentro con el Barón Harkonnen es, por supuesto, Jessica.